# Santa Cruz de la Zarza
Santa Cruz de la Zarza è un comune spagnolo di 4 891 abitanti situato nella comunità autonoma di Castiglia-La Mancia. Appartenente alla provincia di Toledo, si trova nel nord-est della cosiddetta Mesa de Ocaňa (una comarca) e a sud del Tago.
La sua economia, sino a poco tempo fa basata quasi esclusivamente sull'agricoltura (vigne, olivi e cereali) e l'allevamento, si è rivolta sempre più verso la prestazione di servizi (uffici e commercio), le attività industriali e quelle edilizie.
Le feste patronali, in onore della Madonna del Rosario, si celebrano verso la fine del mese d'agosto.

La Cruz de Santiago, simbolo dell'Ordine di Santiago, da cui deriverebbe il nome del comune di Santa Cruz de la Zarza.

## Storia
Le testimonianze più antiche dell'esistenza di un insediamento umano nella zona risalgono all'età del ferro (VII-VI secolo a.C.) con la necropoli di Las Esperillas. Per la sua posizione dominante sulla valle del Tago, la località divenne un punto nodale per le comunicazioni fra Mérida e Saragozza e una postazione fortificata sia in epoca romana (con i nomi di Belcinia o Velsinia e la statio di Vicus Cuminarius, poi denominata Castelforte de Valcominoso) sia, in seguito, con i visigoti e gli arabi.
La fondazione del nucleo abitativo attuale così come l'origine del suo nome dovrebbero invece essere collegate all'antico ordine monastico-militare di Santiago di Compostela, al quale quel territorio venne ceduto nel XII secolo. Qui, dopo che papa Alessandro III ebbe approvato la costituzione dell'ordine con la bolla del 5 luglio 1175, i monaci-cavalieri diedero vita a un'encomienda che andò progressivamente crescendo d'importanza: nel 1242 il gran maestro Rodrigo Íñiguez (o Yáñez) fece di Santa Cruz il centro direttivo di tutto il territorio e nel 1253 il gran maestro Pelayo Pérez Correa le concesse particolari privilegi.
La denominazione "de la Zarza" (con riferimento forse al rovo e alle more) venne aggiunta solo nel XVI secolo.